# Myrcia camapuanensis
Myrcia camapuanensis là một loài thực vật có hoa trong Họ Đào kim nương. Loài này được N.Silveira mô tả khoa học đầu tiên năm 1985.